# Fuerzas Democráticas para la Liberación de Ruanda
Las Fuerzas Democráticas para la Liberación de Ruanda (en francés: Forces Démocratiques de la Libération du Rwanda) son el principal grupo rebelde anti-Ruanda que operó en las últimas etapas de la segunda guerra del Congo. Compuesto casi en su totalidad por miembros hutus, fue formado en el año 2000 con su comandos de Kinshasa y Kivu, con la unión de los miembros del Ejército para la Liberación de Ruanda. Operan en el territorio de la República Democrática del Congo, desde donde lanzan ataques contra el gobierno de Kigali.

## Orígenes
Gran parte de sus fuerzas está compuesta por los llamados interahamwe que llevaron a cabo el genocidio ruandés de 1994.

## Participación como guerrilla
Inicialmente, su principal fuente de apoyo estaba en el presidente de la RDC Joseph Kabila, que los utilizaba como su brazo armado contra sus enemigos. En julio de 2002, las FDLR se trasladaron desde la capital hacia las provincias de Kivu del Norte y Sur, cuando sus miembros eran calculados entre 16.000 y 26.000 soldados. Después del término oficial de la guerra en el Congo, al firmarse el Acuerdo Global e Inclusivo de Pretoria, sus fuerzas continuaron atacando a miembros de la etnia tutsi a lo largo de la frontera entre la RDC y Ruanda, transformándose en uno de los principales elementos desestabilizadores de la región. A mediados del año 2004 sus ataques perpetrados en contra de la población civil provocó una avalancha de más de 150.000 congoleños refugiados. 
En marzo del año 2005, después de largos debates y conversaciones entre representantes del gobierno de la RDC y los jefes de las FDLR, se llegó el día 31 al acuerdo de abandonar la lucha armada y de volver a Ruanda como un partido político más. Este acuerdo, alcanzado en la ciudad de Roma en Italia, implicó que los responsables del genocidio de 1994 tendrían que enfrentarse a la justicia una vez que regresaran a su país de origen. Este acuerdo significaría el desarme de más de 10 000 hombres comandados por diferentes jefes de las FDLR, un hecho necesario para poder estabilizar y traer calma a la zona.
El 4 de octubre del 2005 el Consejo de Seguridad de las Naciones Unidas emitió una declaración exigiendo a las FDLR desarmarse y abandonar la República Democrática del Congo. Después de un nuevo acuerdo, las fuerzas se comprometieron a abandonar el país el 30 de septiembre. El líder de las FDLR Ignace Murwanashyaka fue detenido en la ciudad de Mannheim en Alemania por violar las leyes de inmigración. Ruanda anunció que buscaría extraditarlo para enfrentar cargos por el genocidio ruandés. En agosto de 2007, el ejército congoleño anunció que ponía fin a una ofensiva de siete meses contra las FDLR, lo que provocó una fuerte reprimenda por parte del gobierno de Ruanda. Antes de esto, el general Laurent Nkunda se había separado del gobierno, tomando soldados banyamulenge (étnicos tutsis en la RDC) de la antigua Agrupación por la Democracia Congoleña y asaltando posiciones de las FDLR, desplazando a más de 1,000,000 de personas.
En octubre de 2007, el International Crisis Group dijo que las fuerzas militares del grupo se habían reducido de un estimado de 15.000 en 2001 a aproximadamente 7.000, organizadas en cuatro batallones y una brigada de reserva en Kivu del Norte y cuatro batallones en Kivu del Sur. Además, se describieron los cuarteles generales políticos y militares como Kibua y Kalonge respectivamente, ambos en la región de Walikale cubierta por la jungla de Kivu del Norte. También dijo que 'aproximadamente el mismo número' de ciudadanos ruandeses, familiares de combatientes y refugiados no emparentados permanecían detrás de las líneas de las FDLR en comunidades separadas.
En diciembre de 2008, la República Democrática del Congo y Ruanda acordaron intentar disolver las FDLR, aunque tendrían que destruir la organización por la fuerza o cerrarla. El 20 de enero de 2009, el ejército de Ruanda, junto a la ayuda del gobierno congoleño, entró en la República Democrática del Congo para cazar a los combatientes de las FDLR que aún quedaban.
En octubre de 2021, como parte del proceso de normalización entre Burundi y Ruanda, Burundi entregó once rebeldes del FLN a Ruanda.{{}}